# Chì(II) fluoride
Chì(II) fluoride hay fluoride chì(II) là một hợp chất hóa học có công thức là PbF2, là chất rắn màu trắng không mùi. Nó xuất hiện trong chất khoáng fluorocronite. Điều kiện / chất để tránh là: oxy hóa mạnh.

## Ứng dụng
Chì(II) fluoride được sử dụng trong nhiều công việc đời sống khác nhau:
Được sử dụng trong kính nóng chảy thấp;
Được sử dụng trong lớp sơn thủy tinh phản chiếu tia hồng ngoại;
Được sử dụng trong phospho cho màn hình ti vi;
Ngoài ra nó còn được coi như một chất xúc tác cho sản xuất picolin.

## Điều chế
Chì(II) fluoride có thể được điều chế bằng nhiều phương pháp.
Nó thu được bằng cách cho chì(II) hydroxide hoặc chì(II) cacbonat với acid fluorhydric, sau đó bay hơi dung dịch:
Pb(OH)2 + 2 HF → PbF2 + 2 H2O
PbCO3 + 2HF → PbF2 + H2O + CO2
Ngoài ra, nó được kết tủa bằng cách thêm acid fluorhydric vào dung dịch muối chì(II), hoặc bằng cách thêm kali fluoride vào dung dịch chì(II) nitrat
2 KF + Pb(NO3)2 → PbF2 + 2 KNO3

## Tính chất
Chì(II) fluoride là một chất rắn màu trắng, nóng chảy ở 824 °C. Nhiệt độ sôi là 1293 °C. Nó cũng giống các muối chì khác ở chỗ là chúng rất độc, có hại cho sức khỏe con người. Do đó cần tránh tiếp xúc trực tiếp với hoá chất này